# Maria Magdalena Böhmer
Maria Magdalena Böhmer (* 1. Januar 1669 in Hannover; † 16. November 1743 ebenda) war eine deutsche Dichterin geistlicher Lieder.

## Leben und Wirken
Die Tochter des kaiserlichen Notars und Rechtskonsulenten Valentin Böhmer (1634–1704) und der Anna Margarethe Schirmer (1640–1714) und ältere Schwester des Kirchenrechtlers Justus Henning Böhmer blieb zeitlebens unverheiratet in ihrer Heimatstadt Hannover. Sie war von außerordentlicher Frömmigkeit und stand in engem Kontakt mit den Mitgliedern der Böhmischen Brüder, aus denen 1727 die Herrnhuter Brüdergemeine entstand. 1704 veröffentlichte Johann Anastasius Freylinghausen im ersten Teil seines Geistreichen Gesangbuches zwei von Böhmers Liedern: Ach möcht ich meinen Jesum sehen und Ein’s Christen Hertz sehnt sich nach hohen Dingen. Letztgenanntes wurde einige Jahre später auch von dem englischen Erweckungsprediger und Mitbegründer der methodistischen Bewegung John Wesley frei ins Englische übersetzt und dort unter dem Titel Regardless now of things below veröffentlicht.
Darüber hinaus beteiligte sich Maria Magdalena Böhmer zusammen mit vielen anderen Frauen nach dem Vorbild ihrer Glaubensschwestern Gräfin Erdmuthe Dorothea von Zinzendorf und Anna Nitschmann an einem allgemeinen Aufruf zur geistlichen Lieddichtung, der von Nikolaus Ludwig Graf von Zinzendorf ausging, dem Gründer der Herrnhuter Brüdergemeine und Ehemann zuvor genannter Frauen. Einige von diesen Werken fanden Aufnahme unter anderem in das Ebersdorfer, Halle’sche, Lemgoer und Wernigeroder Gesangbuch und das Magdeburger Gesangbuch von Johann Adam Steinmetz.